# 1617

## Събития
- 27 февруари – Сключен е Столбовският мирен договор, с който се слага края на руско-шведската война 1613 – 1617 г. Договорът между Русия (цар Михаил Фьодорович Романов) и Швеция (крал Густав II Адолф) е сключен с посредничеството на английския крал Джеймс I. Швеция получава Ингрия (Ingermanland) и Карелия.
- 29 юни – Фердинанд II Хабсбург е коронован за крал на Бохемия.
- В Османската империя Мустафа I (1617 – 1623) става новия султан, наследявайки своя брат Ахмед I (1603 – 1617)

## Родени
- 6 януари – Кристофер Габел, датски държавник († 1673 г.)
- 23 май – Илайъс Ашмол, известен английски антиквар, политик, масон († 1692 г.)
- 19 ноември – Юсташ Льо Сюйор (Eustache Le Sueur), френски художник, един от основателите на Кралската френска академия по живопис и скулптура († 1655 г.)
- 22 декември – Карл I Лудвиг, курфюрст на Пфалц, син на Фридрих V (Пфалц)
- неизвестна дата
  - Герард Терборх, холандски художник († 1681 г.)
  - Паоло Касати, математик, йезуит
  - Lozang Gyatso, 5-и Далай лама

## Починали
- 1 януари – Хендрик Голциус (Hendrik Goltzius), гравьор, график, живописец, холандски гравьор от ранния барок (р. 1558 г.)
- 17 януари – Фауст Вранчич (Faust Vrančić), хърватски хуманист, философ, историк, лексикограф и изобретател (р. 1551 г.)
- 6 февруари – Просперо Алпини, италиански лекар и ботаник (р. 1553 г.)
- 21 март – Покахонтас, легендарна индианска принцеса (р. 1595 г.)
- 4 април – Джон Непер, шотландски математик, изобретил логаритмите (р. 1550 г.)
- 5 април – Алонсо Лобо, испански композитор, представител на късния Ренесанс (р. 1555 г.)
- 7 май – Давид Фабрициус, фризийски астроном (р. 1564 г.)
- 30 август – Роза от Лима, първата католическа светица от Америка, родена в Лима, Перу (р. 1586 г.)
- 25 септември – Го Йозей (Go-Yozei), японски император (р. 1572 г.)
- 27 октомври – Ралф Уинуд, английски политик (р. 1563 г.)
- 22 ноември – Ахмед I, султан на Османската империя (р. 1590 г.)